# Shishuang Qingzhu
Shishuang Qingzhu (chiń. 石霜慶諸, pinyin Shíshuāng Qìngzhū; kor. 석상경제 Sŏksang Kyŏngje; jap. Sekisō Keisho; wiet. Thạch Sương Khánh Chư; ur. 807, zm. 888) – chiński mistrz chan, uczeń mistrza chan Daowu Yuanzhi.

## Życiorys
Shishuang pochodził z miasta Xingan w pobliżu Luling (ob. Ji’an).
W wieku 23 lat przyjął mnisie wskazania u mistrza chan Xishana Shaolonga na górze Tai. Rozpoczął wtedy studiować teksty Winai. Po przekonaniu się, że droga, którą wybrał, jest bardzo powolna porzucił te studia.
Udał się na górę Gui, gdzie rozpoczął praktykę chan w mistrza Guishana Longyou. Przez jakiś czas pracował w kuchni przygotowując posiłki. Z tego okresu zachowała się słynna rozmowa między Guishanem i Shishuangiem:
Pewnego dnia gdy [Shishuang] przygotowywał ryż, Gushan powiedział Nie strać niczego z tego, co ofiarowali nam nasi protektorzy.
Shishuang odparł Niczego nie gubię.
Guishan schylił się, podniósł jedno ziarenko ryżu, które spadło na ziemię i powiedział Powiedziałeś, że niczego nie zgubiłeś, a co to jest?
Shishuang milczał.
Guishan powiedział Nie traktuj lekko tego jednego ziarenka ryżu, setki tysięcy ziaren rodzą się z tego jednego.
Shishuang powiedział Setki tysięcy ziaren rodzą się z tego jednego, ale skąd rodzi się to jedno ziarnko?
Guishan zaśmiał się i poszedł do swojego pokoju.
Wieczorem Guishan wszedł do sali i zwrócił się do mnichów [Słuchajcie] wszyscy! W ryżu jest robak. Powinniście wszyscy pójść i go zobaczyć!
Mistrzem nauczycielem Shishuanga został Daowu Yuanzhi. Gdy Shishuang zobaczył mistrza powiedział
Czym jest transcendentna mądrość, którą można postrzec?
Daowu zawołał służącego i powiedział do niego Dolej trochę czystej wody do dzbana.
Po długiej przerwie Daowu spytał Shishuanga O co przed chwilą chciałeś mnie zapytać?
Gdy tylko Shishuang zaczął powtarzać pytanie Daowu wstał i wyszedł z pokoju.
W tym momencie Shishuang osiągnął oświecenie.
Po śmierci mistrza Daowu Shishuang odosobnił się od i przebywał w Liuyang pracując jako asystent ceramika. Dongshan Liangjie, posłał swojego mnicha aby go odnalazł.
Gdy to się stało, Shishuang spytał mnicha Co mówi Dongshan, aby nauczyć swoich uczniów?
Mnich powiedział Przy końcu okresu letniej praktyki powiedział mnichom „Zaczęła się jesień i lato się skończyło. Jeśli bracia udacie się w podróż, musicie udać się do miejsca, gdzie nie ma źdźbła trawy przez dziesięć tysięcy mil”. Po długiej przerwie Dongshan powiedział Jak ktoś może pójść do miejsca, gdzie nie można znaleźć źdźbła trawy przez dziesięć tysięcy mil?
Shishuang spytał Czy ktoś odpowiedział na to?
Mnich powiedział Nie.
Shishuang powiedział Dlaczego ktoś nie powiedział „Po wyjściu za drzwi jest trawa?”
Mnich powrócił do Dongshana i przekazał mu odpowiedź Shishuanga.
Dongshan powiedział Jest to mowa cudownej wiedzy odpowiedniej [dla opata] tysiąca pięciuset ludzi.
Shishuang został w końcu opatem w klasztorze na górze Shishuang. Pozostał w nim przez 20 lat. Kładł bardzo duży nacisk na medytację.
Xizong – cesarz dynastii Tang – usłyszał o wysokiej reputacji mistrza i ofiarował mu honorową purpurową szatę. Shishuang jednak jej nie przyjął.
Mistrz zmarł po chorobie w 888 r.
Jego prochy zostały wmurowane w północno-zachodni narożnik klasztoru. Otrzymał pośmiertne imię Wielki nauczyciel Powszechnego Zrozumienia
Występuje w gong’anach 68, 89, 96, 98 z Congrong lu.

## Uczniowie i nauki
Chociaż Shishuang nie należał do szkoły caodong, to jego praktyka musiała być stosunkowo zbliżona, na co zapewne wpłynęło to, że zarówno Shishuang, jak i założyciel szkoły caodong – Dongshan Liangjie – byli wnukami w Dharmie tego samego mistrza – Yaoshana Weiyana.
Shishuang stworzył „siedem instrukcji do praktyki”, siedem krótkich maksym pomagających jego uczniom w podejściu do medytacji. Były tam takie określenia, jak być jak „zimny popiół czy suche drewno”, „strzęp białego jedwabiu”, „kadzielnica w starej świątyni” itd. Wszystkie te jego maksymy zostały wykorzystane przez Dahui Zonggao w jego krytyce „cichej iluminacji” i „mozhao chan” – praktyk szkoły caodong.
Niektórzy z jego uczniów medytowali niezwykle rygorystycznie, bez ruchu, nawet nie kładąc się spać. Mnichom z zewnątrz, przywyczajonych do bardzo luźnych pozycji w czasie medytacji, wydawało się to tak dziwne, że mnisią wspólnotę Shishuanga nazywali „kongregacją pniaków”, a ten rodzaj chanu był nazywany kumu chan.
Jego najwybitniejszymi uczniami byli Jiufeng Daoqian, Daguang Juhui, Yungai Yuanquan

## Linia przekazu Dharmy zen
Pierwsza liczba oznacza liczbę pokoleń mistrzów od 1 Patriarchy indyjskiego Mahakaśjapy.
Druga liczba oznacza liczbę pokoleń od 28/1 Bodhidharmy, 28 Patriarchy Indii i 1 Patriarchy Chin.
Trzecia liczba oznacza początek nowej linii przekazu Dharmy w nowym kraju.
- 33/6. Dajian Huineng (638–713)
  - 34/7. Qingyuan Xingsi (660–740)
    - 35/8. Shitou Xiqian (700–790)
      - 36/9. Yaoshan Weiyan (751–834)
        - 37/10. Yunyan Tansheng (782–841)
          - 38/11. Dongshan Liangjie (806–869) szkoła caodong

        - 37/10. Daowu Yuanzhi (769–835)
          - '38/11. Jianyuan Zhongxing (bd)
          - 38/11. Shishuang Qingzhu (805–889)
            - 39/12. Nanyue Xuantai (bd)
            - 39/12. Yungai Yuanquan (bd)
              - 40/13. Yungai Jingquan (bd)

            - 39/12. Daguang Juhui (836–903)
            - 39/12. Jiufeng Daoqian (zm. 921)
              - 40/13. Heshan Wuyin (891–960)
              - 40/13. Baofeng Yanmao (bd)
              - 40/13. Guangmu Xingxiu (bd)
              - 40/13. Tong’an Changcha (bd)
              - 40/13. Letan Kuangwu (bd)
              - 40/13/1. Pŏpgyŏng Hyŏnhwi (875–941) Korea